# 東協廣場
24°08′21″N 120°41′02″E / 24.1393005°N 120.6838692°E

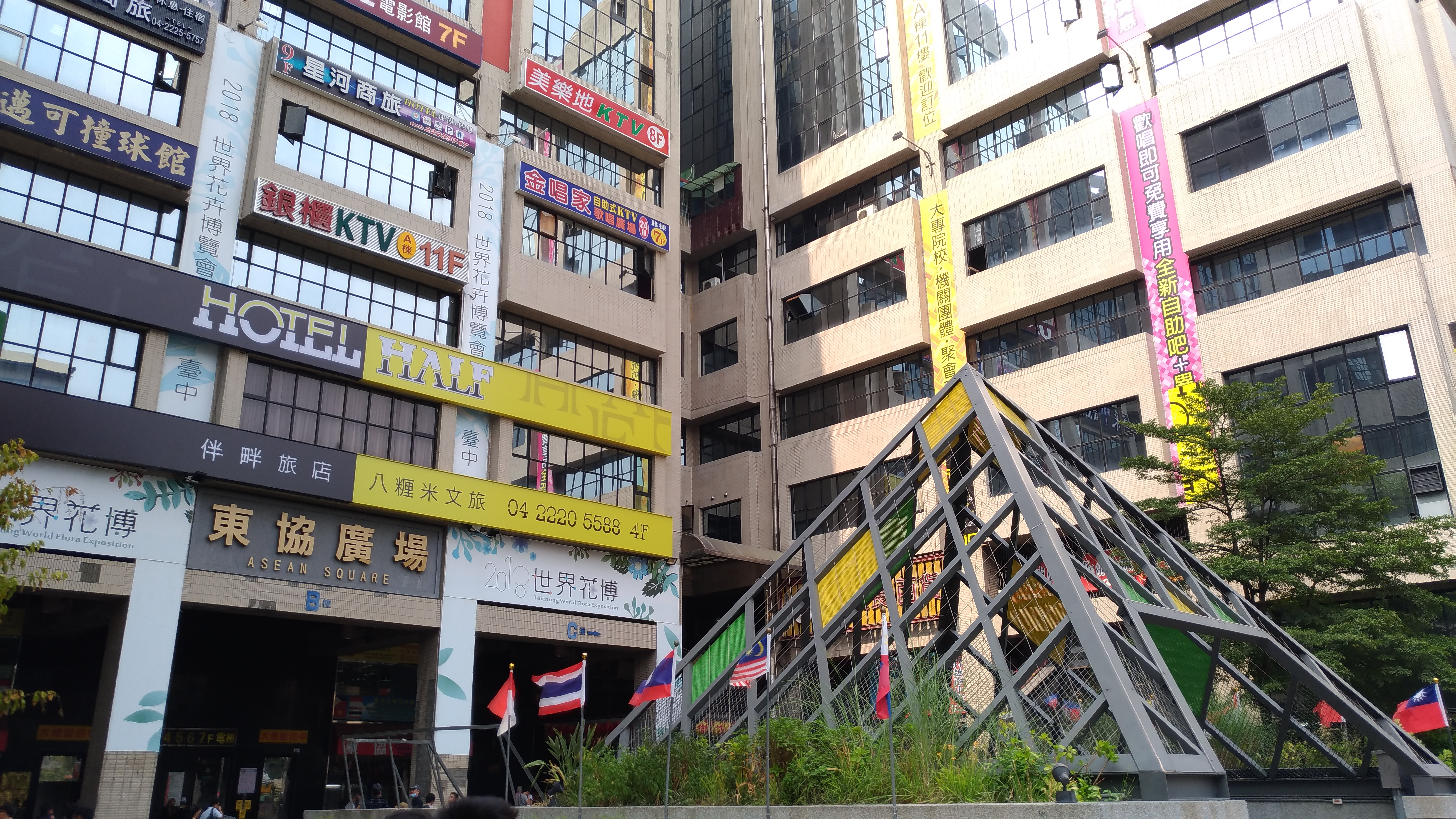
東協廣場入口，即Pyramid Taichung之由來

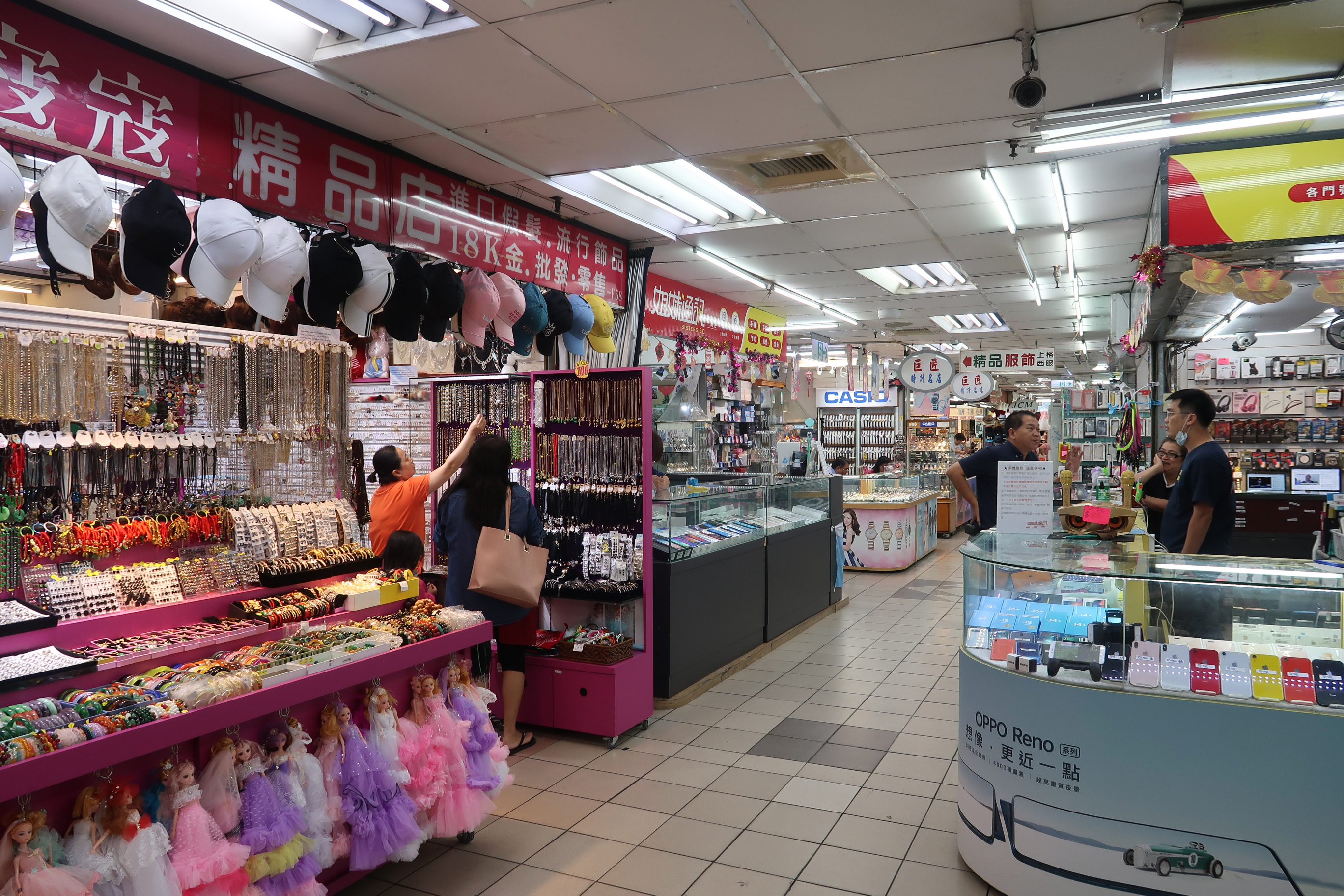
東協廣場1樓商店

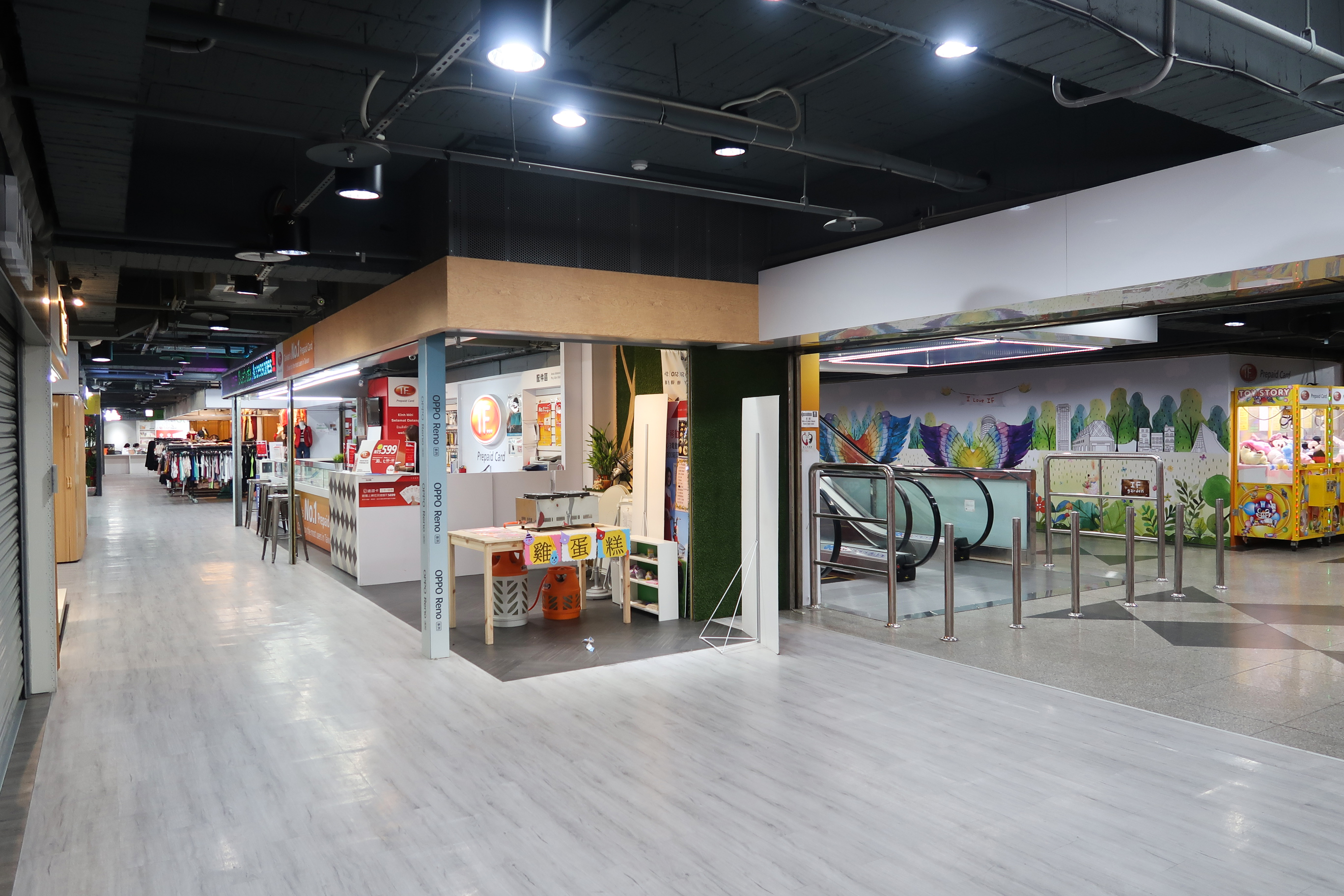
東協廣場2樓商店

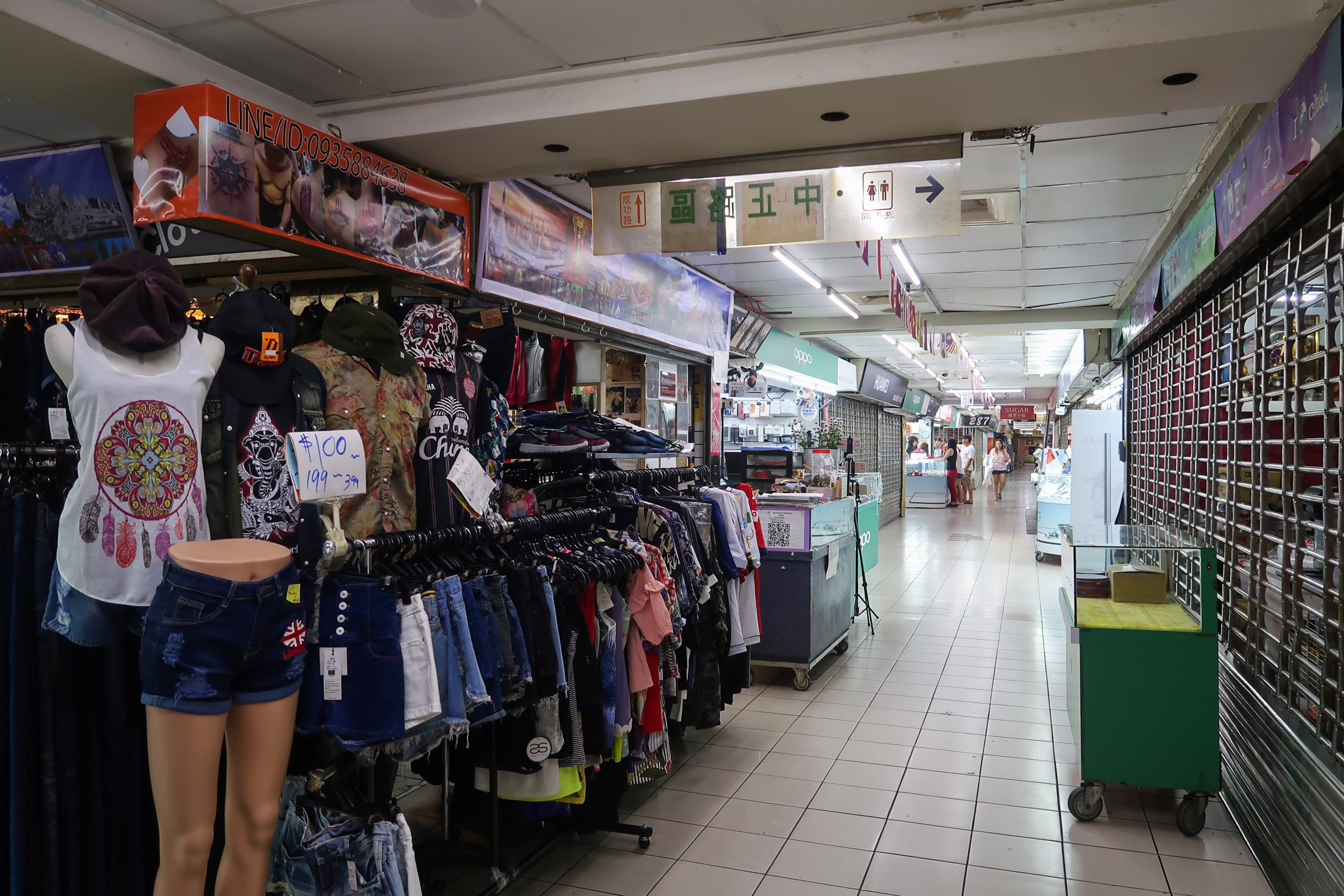
東協廣場3樓商店

東協廣場（舊稱台中第一廣場，簡稱一廣）為台灣臺中市中區的複合式商業大樓，是一間由台灣大道一段、繼光街、成功路及綠川西街包圍的綜合式娛樂休閒廣場，建築為地上十三層、地下三層，佔地8,824平方公尺，樓板面積96,321.95平方公尺，建築高度49.95公尺。一至三樓為臺中市政府所有（設公有第一市場），土地為私立台中仁愛之家所有。
位於臺中火車站站前商圈內，整棟建物有地下停車場、東南亞超市、美食街、酒吧、KTV、電動遊藝場、撞球館、保齡球館、溜冰場與生活柑仔店、商務旅館、辦公空間、住宅、食物銀行等，以及國際移工生活照顧服務中心、東協四國駐臺辦事處巡迴服務中心與行政院中區新創基地（臺中跨境電商體驗中心），多為青少年與國際移工休閒去處，此商圈又稱外籍移工新天地或國際移工新天地，簡稱移工新天地。大廈鄰近綠川、臺中火車站、臺中公園、臺中州廳等，因東南亞異國商店聚集，又有「台中小東南亞」之稱號。另因為入口有一金字塔型意象，東南亞移工俗稱此處為Pyramid Taichung。

## 歷史

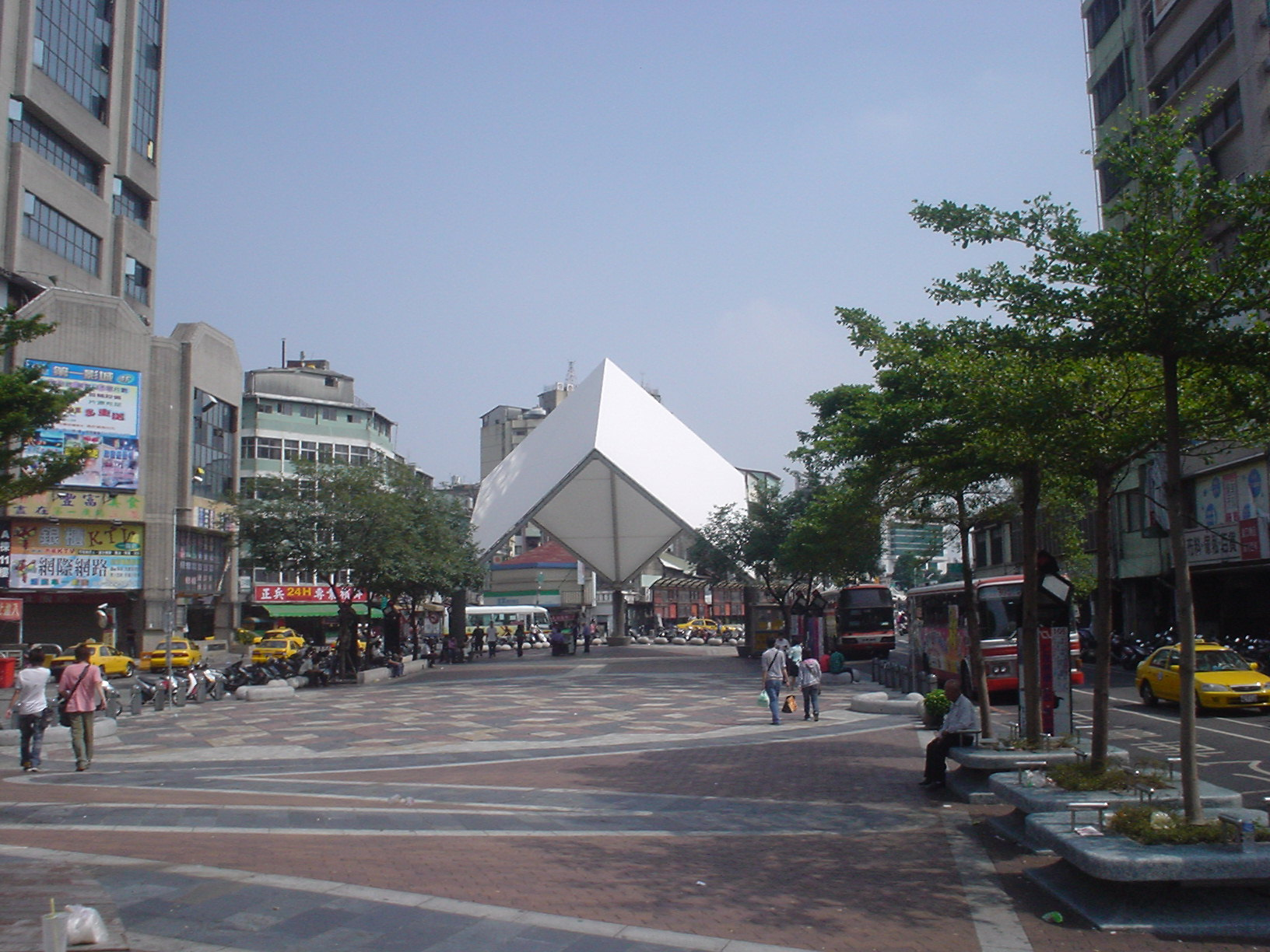
第一廣場前廣場，曾為第一市場與市公車站用地。廣場下方為綠川，2017年因綠川景觀改造而拆除。攝於2006年

臺中市市區部分知名老店如瑞成書局、幸發亭蜜豆冰、正老牌台中香菇肉焿、高家意麵等，均是從第一市場發跡。其歷史可追溯至1908年日治時期（明治41年）開設台中市公有第一市場。1978年10月22日發生火災，災後臺中市政府成立「第一市場改建小組」推動改建計畫，將原第一公有零售市場改建為綜合性休閒娛樂大樓「第一廣場」（一至三樓仍為第一市場）。1987年第一廣場大樓興建工程開工，設計師為彭蔭宣，1990年竣工。1991年再次整建，成為今日大樓樣貌。在1990年代，第一廣場是中區最繁榮的商圈，生意好到店家是「用麻布袋來裝錢的。」
1995年，因當時火災發生頻繁，政府加強消防安檢，加上民間的「幽靈船」都市傳說，從2000年開始，台中市發展中心逐漸西移，間接導致人潮銳減。而臺灣人的離開，逐漸發展為東南亞移工和新住民的聚集地和商圈，第一廣場周邊陸續有東南亞商店聚集。
2010年10月，二樓正式設立「東南亞購物美食廣場」。
2016年3月，台灣國際勞工協會進駐第一廣場。7月3日，臺中市政府將第一廣場更名為「東協廣場」。2017年1月，「東協廣場溝通互動平臺」、「東協廣場國際移工生活照顧服務中心」及「東協四國（菲律賓、印尼、泰國、越南）駐臺辦事處巡迴服務中心」於東協廣場成立。
2021年1月，臺中市政府與東協廣場二樓成立「臺中跨境體驗示範基地」，由靜宜大學專業經營臺中跨境電商媒合服務。

## 週邊環境
- 東協廣場前廣場：過去曾為第一市場的範圍，整頓後改建為廣場（市公車站用地），廣場正前方為綠川。2017年綠川景觀進行改造與廣場拆除，改為綠川景觀步道。
- 繼光街：舊名(榮町)，以前為台中市的布街，現仍存有幾家布店維持營業。如今台灣大道以東大多為餐飲小吃為主，以西為一般商家與夜店為主；每年春節前夕會設置年貨大街。
- 青草街：原屬於第一市場區域，至今仍保留原貌。
- 千越大樓

## 樓層
| 樓層 | 樓層介紹 |
| ---- | --- |
| 12   | A1棟葉綠宿川閱館 B棟麗華視廳                                                                                  |
| 11   | A1棟寶華商旅 A2、A3棟銀櫃KTV B棟金采G11商旅                                                                   |
| 10   | A1棟寶華商旅 A2、A3棟宜舍單人旅店                                                                             |
| 9    | A1棟寶華商旅 A2棟安可撞球 A3棟漫畫高手 B棟星河商旅                                                            |
| 8    | A1棟寶華商旅 B棟美樂地KTV                                                                                     |
| 7    | U2 KTV 金唱家視廳 SAN*NHAY*食物銀行綠川店                                                                     |
| 6    | 動力視廳歌唱 重力視廳歌唱 越南小吃                                                                            |
| 5    | 規劃中 |
| 4    | 商旅 |
| 3    | 東協廣場溝通互動平台 國際移工生活照顧服務中心 東協四國駐台辦事處巡迴服務中心 3C產品 東南亞美食小吃 東南亞超市 |
| 2    | 東南亞美食小吃 潮流服飾 百貨 臺中跨境體驗示範基地                                                             |
| 1    | 3C產品 潮流服飾 鐘錶                                                                                          |
| B1   | 規劃中 |
| B2   | 收費停車場 |
| B3   | 私人停車場 |

## 外部連結
- COMPASS大台中 - 第一廣場 （页面存档备份，存于）
- 美美美 - 臺中第一廣場 （页面存档备份，存于）
- 東協廣場－臺中觀光旅遊網 （页面存档备份，存于）
- 臺中市政府經濟發展局-東協廣場專區-東協廣場介紹 （页面存档备份，存于）